# Susunu! Denpa Shōnen
"Susunu! Denpa Shōnen" (進ぬ!電波少年), un programa de telerrealidad japonés, fue transmitido por la cadena Nippon TV desde el 11 de enero de 1998 hasta el 29 de septiembre de 2002. Posteriormente, se difundió en línea a partir de octubre de 2009.
Este espacio televisivo alcanzó una notoriedad tardía en el ámbito digital internacional, particularmente por su implacable manera de exponer a los participantes en circunstancias extremas, perturbadoras, humillantes y desagradables. El formato del programa sometió a sus concursantes a condiciones de inanición, desnutrición, deshidratación, traumas y problemas psicológicos.

## Descripción
El título de la obra se traduce como "¡Desista! Juventud Desenfrenada". "Denpa" se interpreta literalmente como ondas de radio, aunque en el argot popular adquiere la connotación de individuos desequilibrados, aludiendo a aquellos seres aquejados de demencia que proclaman ser manipulados por dichas ondas. Asimismo, el título encierra un juego de palabras; su antecesor se denominaba Susume! Denpa Shōnen, que se traduce como "¡Proceda! Juventud Desenfrenada". Para simbolizar la evolución del programa, se modificó uno de los caracteres del título, sustituyendo "me" (め) por "nu" (ぬ), lo cual se interpreta como "¡Desista!".
Este programa se distingue por las circunstancias límite a las que se sometía a los concursantes. Logró elevadas tasas de audiencia, propició la creación de un programa afín, Raiha Shōnen (雷波少年), y generó controversia debido a los retos de naturaleza sádica y las alteraciones en las normativas efectuadas por los productores televisivos cuando percibían que los participantes obtenían demasiado éxito. También se le criticó por la presunta organización de ciertos segmentos.
Los participantes eran habitualmente humoristas incipientes, dispuestos a cualquier sacrificio por alcanzar la fama. Seleccionados aleatoriamente tras su postulación, permanecían en ignorancia respecto al fin último de su desafío. Algunos lograron cierto renombre, mientras otros continuaron en un relativo anonimato.
La suspensión inicial del programa estuvo vinculada a una campaña gubernamental contra emisiones de corte "tortuoso", pero ha experimentado un renacimiento en la red global desde octubre de 2009 a través del portal de Number Two Nihon Television (第2日本テレビ). El primer "retador" en esta nueva era digital fue el comediante Yoshio Kojima.